# Attraverso la vita
Attraverso la vita (What Are You Going Through) è un romanzo del 2020 della scrittrice statunitense Sigrid Nunez.

## Trama
Una vecchia amica che sta morendo di cancro chiede all'anonima narratrice di aiutarla con il suicidio assistito.

## Adattamento cinematografico
Nel 2024 Pedro Almodóvar ha diretto un adattamento cinematografico del romanzo con Tilda Swinton e Julianne Moore nel ruolo della protagoniste. La pellicola è stata presentata in anteprima all'81ª Mostra internazionale d'arte cinematografica di Venezia, dove ha vinto il Leone d'oro al miglior film.

## Edizioni
- Attraverso la vita [What Are You Going Through], collana Gli schermi, traduzione di Paola Bertante, Milano, Garzanti, 2022  [2020], ISBN 978-8811004448.